# 伏毛金露梅
伏毛金露梅（学名：Potentilla fruticosa var. arbuscula）为蔷薇科委陵菜属下的一个变种。

## 扩展阅读
- 維基物種上的相關：伏毛金露梅